# مركز جولد كوست للمؤتمرات والمعارض
مركز جولد كوست للمؤتمرات والمعارض (بالإنجليزية: Gold Coast Convention and Exhibition Centre)‏ يقع على طريق جولد كوست السريع في برودبيتش، كوينزلاند، أستراليا.
تم افتتاح المكان في 29 يونيو 2004 بتكلفة 167 مليون دولار أسترالي.